# مجلس الأمن الوطني

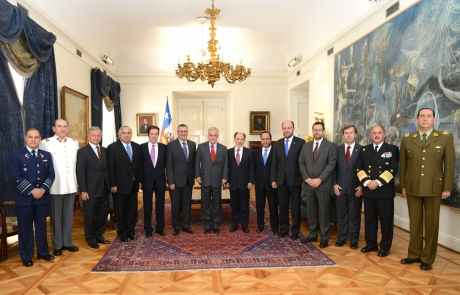
سيباستيان بينيرا يترأس اجتماع مجلس الأمن الوطني في تشيلي (COSENA)، مثال على دور قادة الدول في مناقشة القضايا الأمنية الوطنية

مجلس الأمن الوطني عادة ما يكون فرع هيئة حكومية تنفيذية مسؤولة عن تنسيق السياسات بشأن قضايا الأمن القومي والرؤساء التنفيذيين وتقديم المشورة بشأن المسائل المتعلقة بالأمن القومي.

## المجالس حسب البلد
- مصر: مجلس الدفاع الوطني المصري
- السعودية: مجلس الشؤون السياسية والأمنية
- العراق: مجلس الأمن الوطني
- الكويت: مجلس الأمن الوطني الكويتي
- البحرين: مجلس الدفاع الأعلى البحريني
- السودان: مجلس الأمن الوطني السوداني
- سوريا: مجلس الأمن القومي
- الولايات المتحدة: مجلس الأمن القومي
- الإمارات العربية المتحدة: مجلس الأعلى للأمن الوطني الإماراتي
- عُمان: مجلس الأمن الوطني العماني
- اليمن: مجلس الدفاع الوطني اليمني
- تونس: مجلس الأمن القومي
- الجزائر: المجلس الأعلى للأمن
- المغرب: المجلس الأعلى للأمن الوطني المغربي
- إيران: المجلس الأعلى للأمن القومي الإيراني